# 格萊奈拉鎮區 (北達科他州卡弗利爾縣)
格萊奈拉鎮區（英語：Glenila Township）是位於美國北達科他州卡弗利爾縣的一個鎮區。

## 地方資料
格萊奈拉鎮區的面積為92.92平方千米，當中陸地面積為92.60平方千米，而水域面積為0.32平方千米。根據2020年美國人口普查的數據，當地共有人口15人，而人口密度為每平方千米0.16人。